# Provincia del Bengo
Bengo è una delle 18 province dell'Angola. Ha una superficie di 31.371 km² ed una popolazione di 276.011 (stima del 2009). La provincia è stata istituita il 26 aprile del 1980 ed il capoluogo è Caxito.
La provincia del Bengo è situata nella parte nord-occidentale del paese e circonda la provincia di Luanda. Confina a nord con la provincia di Zaire, a est con quelle di Uíge e Cuanza Norte e a sud con quelle di Cuanza Sul. A occidente si affaccia sull'Oceano Atlantico. 
La provincia è prevalentemente coperta di savana ma al centro si trova una zona intensamente coltivata attraversata dal fiume Cuanza.
La provincia prende il nome dall'omonimo fiume, che la attraversa per sfociare nell'Oceano Atlantico presso la Baia del Bengo, a nord di Luanda.
I principali fiumi sono: Bengo; Dande; Loge; Onzo; Kwanza; Lufumo; Lué; Longa.
La maggior parte della popolazione è di etnia Ambundu e la lingua ufficiale della provincia è il Kikongo.

## Geografia antropica

### Suddivisioni amministrative
La provincia del Bengo, in base al portale ufficiale della repubblica angolana, è suddivisa in 9 municipalità e 33 comuni. Secondo il sito GeoHive le municipalità sono 8.

#### Municipalità
- Ambriz, Bula Atumba, Dande, Dembos, Ícolo e Bengo, Nambuangongo, Pango-Aluquém, Quiçama[6].

#### Comuni
- Ambriz, Kakalo-Kahango, Ícolo e Bengo, Cassoneca, Bela Vista, Tabi, Zala, Kikabo, Barra do Dande, Muxiluando, Kixico, Kanacassala, Gombe, Kicunzo, Kage, Mabubas, Caxito, Ucua, Piri, Kibaxe, São José das Matas, Kiaje, Paredes, Bula-Atumba, Pango-luquem, Kabiri, Bom Jesus, Catete, Calomboloca, Kazua, Muxima, Dembo Chio, Mumbondo, Kixinje.

## Monumenti e luoghi d'interesse

### Monumenti
- Santuario di Nostra Signora di Muxima (XVI secolo)
- Fortezza di Muxima (XVI secolo)

### Aree naturali
- Parco nazionale di Quissama
- Riserva forestale di Kibinda

## Economia

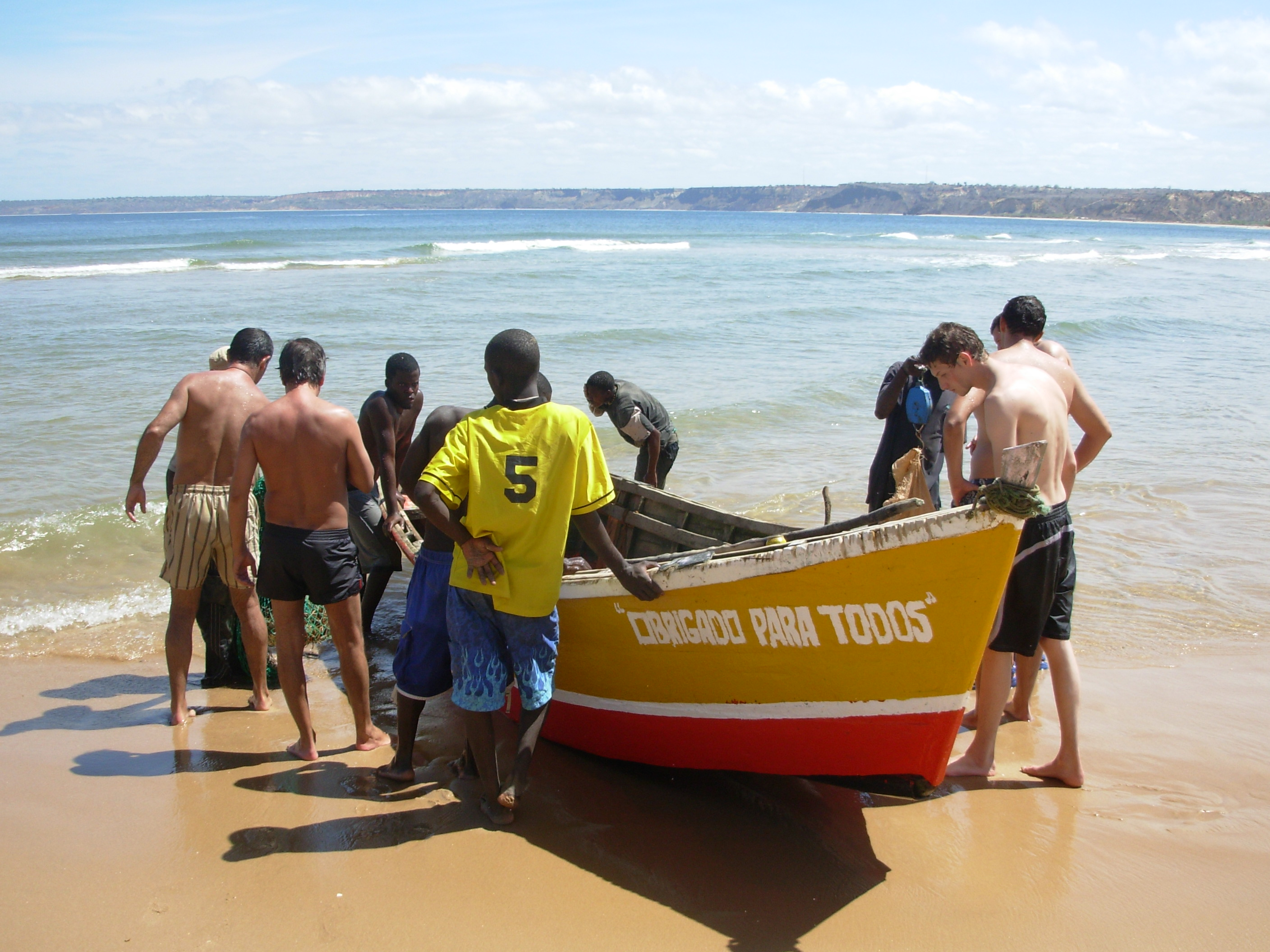
Bengo.

Le coltivazioni principali della provincia sono il caffè, il cotone, le banane la papaya e altri frutti tropicali. Significativi sono anche l'allevamento e la pesca soprattutto nei pressi della città di Ambriz.
Tra le materie prime vi sono il caolino, il ferro e nel centro della provincia il petrolio.

### Trasporti
- Linea ferroviaria Luanda-Malanje.
- Porto di Ambriz
- Aeroporto di Ambriz